# Ljubov' Petrovna Orlova
Ljubov' Petrovna Orlova (in russo Любо́вь Петро́вна Орло́ва? ; Zvenigorod, 11 febbraio 1902, 29 gennaio del calendario giuliano – Mosca, 26 gennaio 1975) è stata un'attrice, cantante e musicista sovietica, insignita del Premio Stalin di prima classe nel 1941 e nel 1950 e del titolo di Artista del Popolo dell'Unione Sovietica nel 1950.

## Biografia
Ljubov' Orlova nacque nel 1902 a Zvenigorod da una famiglia nobile. Il padre, Pëtr Fëdorovič Orlov, servì presso il ministero della guerra ed ottenne alte onorificenze imperiali. Ljubov' Orlova rinnegò il padre e dopo la Rivoluzione dichiarava di essere nata in una famiglia di operai e contadini. La madre era Evgenija Nikolaevna Suchotina, la cui famiglia, anch'essa nobile, era imparentata con quella del conte Tolstoj.

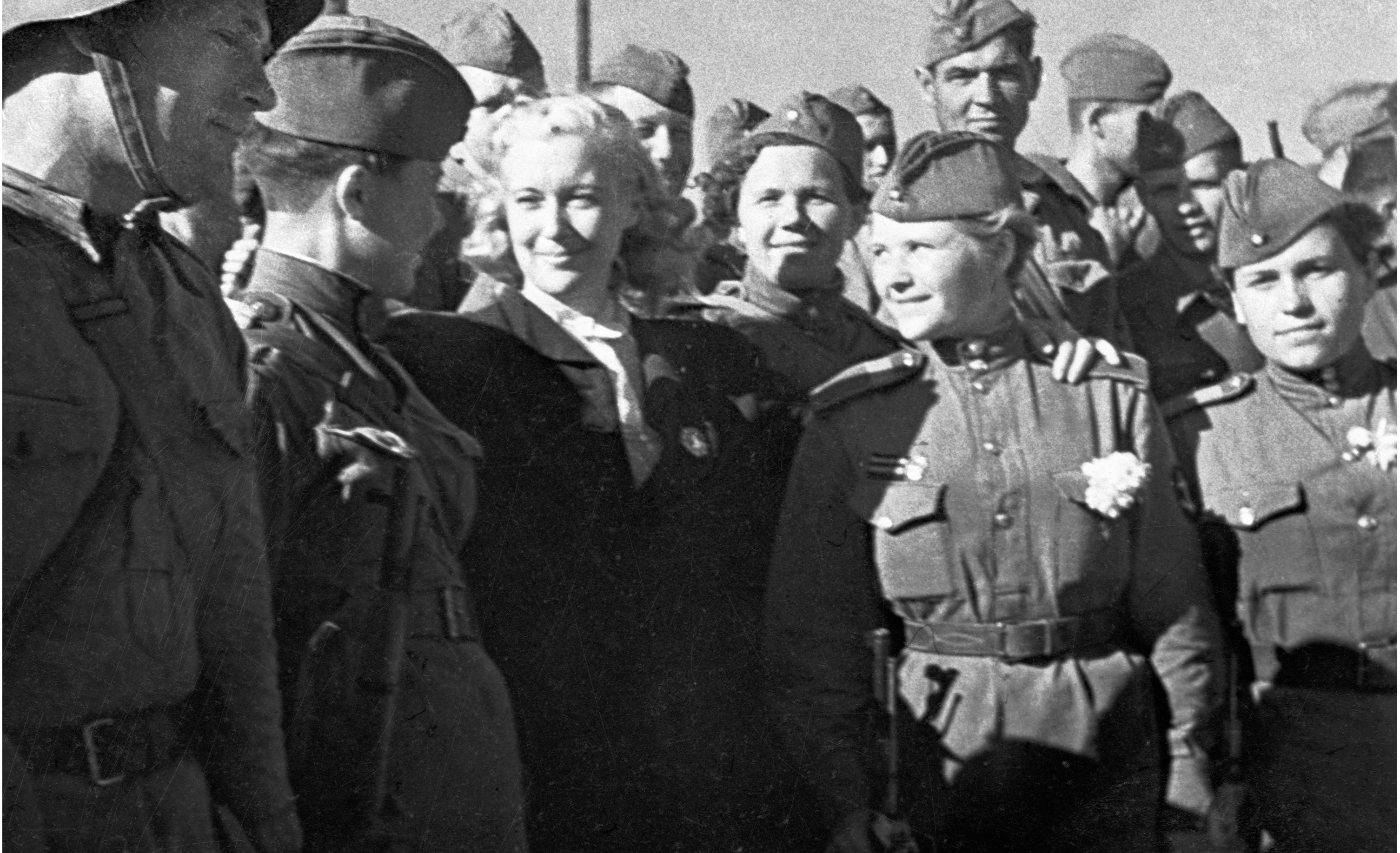
Ljubov' Orlova incontra le truppe sovietiche in partenza per il fronte, 1º aprile 1943.

La Orlova dimostrò fin da bambina un grande talento di attrice, che fu notato dall'amico di famiglia Fëdor Šaljapin. Questi consigliò ai genitori di far intraprendere alla figlia studi artistici, e al compimento di sette anni Ljubov' Orlova venne iscritta ad una scuola musicale. Studiò poi nella classe di pianoforte del Conservatorio di Mosca tra il 1919 e il 1922. Tra il 1922 e il 1925 frequentò la sezione di coreografia del teatro dell'Istituto Lunačarskij e le lezioni di recitazione della regista del Teatro d'Arte di Mosca E. S. Telešova. Tra il 1920 e il 1926 lavorò inoltre in numerosi teatri moscoviti come insegnante di musica e come pianista di accompagnamento di film muti. Tra il 1926 e il 1933 fu corista e poi attrice del teatro musicale sotto la direzione di Vladimir Nemirovič Dančenko.
Nel 1926 si sposò con il vicecomissario del popolo all'agricoltura Andrej Berzin, che sarebbe stato arrestato nel 1930. Tra il 1932 e il 1933 convisse con un impresario austriaco di nome Franz, per poi attirare l'attenzione, interpretando Micaela Villegas nell'operetta di Jacques Offenbach La Périchole, del regista Grigorij Vasil'evič Aleksandrov: questi, che sarebbe diventato il suo secondo marito, la volle come protagonista del suo nuovo film Tutto il mondo ride (1934), al fianco di Leonid Utësov.
In breve la Orlova divenne una delle protagoniste della cinematografia sovietica, acquisendo enorme popolarità interpretando pellicole come Cirk (Il circo, 1936), Volga-Volga (1938) e Primavera (1947).
Morì di tumore al pancreas nel 1975 e fu sepolta nel cimitero di Novodevičij.

## Omaggi
Il personaggio di Ljubov' Orlova è interpretato da Olesja Sudzilovskaja nel film tv russo in sedici puntate Orlova i Aleksandrov (2015), incentrato sulla vita dell'attrice e del marito Grigorij Aleksandrov.
Nel 1976 le è stata dedicata una nave rompighiaccio andata alla deriva nel 2013 e mai più ritrovata.

## Teatro (parziale)
- La Périchole
- 1927: Un chapeau de paille d'Italie
- Casa di bambola
- 1955: Lizzie McKay, dalla pièce di Jean-Paul Sartre La puttana rispettosa

## Filmografia

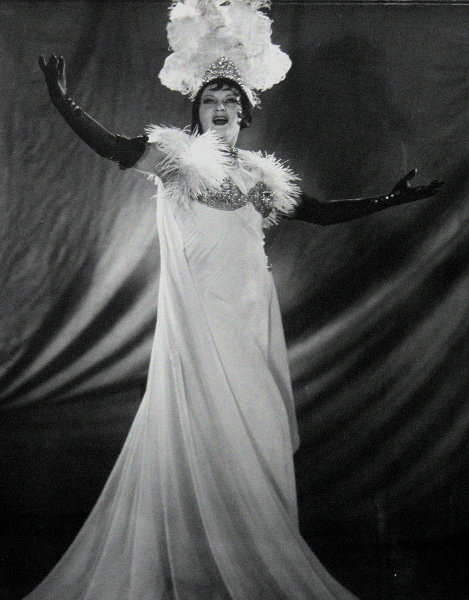
Ljubov' Orlova nel film Cirk (1936).

- La tragedia di Jegor (Peterburgskaja noč), regia di Grigorij L'vovič Rošal' e Vera Pavlovna Stroeva (1934)
- Ljubov' Alёny, regia di Boris Ivanovič Jurcev (1934)
- Tutto il mondo ride (Vesëlye rebjata), regia di Grigorij Vasil'evič Aleksandrov (1934)
- Il circo (Cirk), regia di Grigorij Vasil'evič Aleksandrov e Isidor Simkov (1936)
- Volga, Volga (Волга, Волга), regia di Grigorij Vasil'evič Aleksandrov (1938)
- Ošibka inženera Kočina (Ошибка инженера Кочина), regia di Aleksandr Veniaminovič Mačeret (1939)
- Svetlyj put' (Светлый путь), regia di Grigorij Vasil'evič Aleksandrov (1940)
- Boyevoy kinosbornik 4, regia di Vasilij Markelovič Pronin, Grigorij Vasil'evič Aleksandrov e Yakov Aron (1941)
- Delo Artamonovych (Дело Артамоновых), regia di Grigorij L'vovič Rošal' (1941)
- Chiaro cammino (Odna semya), regia di Grigorij Vasil'evič Aleksandrov, Mikayil Mikayilov e Rza Tahmasib (1943)
- Primavera (Весна), regia di Grigorij Vasil'evič Aleksandrov (1947)
- Incontro sull'Elba (Встреча на Эльбе), regia di Grigorij Vasil'evič Aleksandrov (1949)
- Musorgskij (Мусоргский), regia di Grigorij L'vovič Rošal' (1950)
- Il compositore Glinka (Kompozitor Glinka), regia di Grigorij Vasil'evič Aleksandrov (1952)
- Russkij suvenir (Русский сувенир), regia di Grigorij Vasil'evič Aleksandrov (1960)
- Skvorets i Lira, regia di Grigorij Vasil'evič Aleksandrov (1974)

## Onorificenze
- Artista benemerita della RSFS Russa (1935)
- Distintivo del ventennale della cinematografia sovietica (1940)
- Medaglia «per la difesa del Caucaso» (1944)
- Medaglia «per l'opera eroica durante la Grande Guerra Patriottica 1941-1945» (1945)
- Artista del Popolo della RSFS Russa (1947)
- Artista del Popolo dell'Unione Sovietica (1950)
- Diploma del Comitato sovietico per la difesa della pace (1960)